# Gypona perenna
Gypona perenna är en insektsart som beskrevs av Delong 1980. Gypona perenna ingår i släktet Gypona och familjen dvärgstritar. Inga underarter finns listade i Catalogue of Life.